# Hans Bjergegaard
Hans Bjergegaard (født 1. april 1942 i Håstrup) er en dansk ejendomsmægler og politiker, der var medlem af Folketinget fra 4. december 1973 til 1977, valgt for Fremskridtspartiet i Vejle Amtskreds.
Bjerregaard blev efter endt uddannelse ansat som ejendomsmægler i først Aalborg, senere Kolding, indtil han i 1970'erne flyttede til Glamsbjerg. Ved Fremskridtspartiets første valg opnåede han valg og sad i to perioder. Senere engagnerede han sig i kommunalpolitik og blev medlem af Glamsbjerg Kommunalbestyrelse for Venstre. Han blev senere ekskluderet af partiet grundet uenighed om skolepolitikken og fortsatte frem til 2001 som løsgænger. Han stillede i 2001 op for Glamsbjerglisten, men blev ikke valgt. Senere meldte han sig ind i Dansk Folkeparti, og ved det første valg til det nye Assens Byråd i 2005 var han kandidat for partiet, uden at blive valgt. I 2009 var han atter opstillet for partiet.